# Stuart Wilkin
Stuart John Wilkin (* 12. März 1998 in Woking) ist ein englisch-malaysischer Fußballspieler.

## Karriere

### Verein
Stuart Wilkin spielte in seiner Jugend bei den englischen Vereine FC Chelsea und FC Southampton. Von 2016 bis 2020 war der Mittelfeldakteur dann für die Universitätsmannschaft der Missouri State University aktiv. In dieser Zeit absolvierte er 73 Partien für die Missouri State Bears und erzielte dabei neun Treffer.
Am 1. Januar 2021 wechselte er von dort weiter zum malaysischen Zweitligisten Johor Darul Ta'zim II FC. Dieser lieh ihn erst für die komplette Saison 2022 an Sabah FC in die Malaysia Super League aus und anschließend wechselte er fest zum Erstligisten.

### Nationalmannschaft
Am 9. Dezember 2022 gab Wilkin im Testspiel gegen Kambodscha sein Debüt für die malaysische A-Nationalmannschaft. Beim 4:0-Heimsieg im Bukit Jalil-Nationalstadion von Kuala Lumpur kam er über die kompletten 90 Minuten zum Einsatz und erzielte dabei den Treffer zum Endstand. Kurze Zeit später wurde er dann von Trainer Kim Pan-gon für die anstehende Südostasienmeisterschaft 2022 nominiert.